# Dactyladenia scabrifolia
Dactyladenia scabrifolia là một loài thực vật có hoa trong họ Cám. Loài này được (Hua) Prance & F.White mô tả khoa học đầu tiên năm 1979.